# Lake Placid (Flórida)
Lake Placid é a única vila localizada no estado americano da Flórida, no condado de Highlands. Foi fundada em 1912 e incorporada em 1 de dezembro de 1925 como Lake Stearns e finalmente em 6 de junho de 1927 com o nome atual.

## Geografia
De acordo com o United States Census Bureau, a vila tem uma área de 9,6 km², onde 8,9 km² estão cobertos por terra e 0,7 km² por água.

### Localidades na vizinhança
O diagrama seguinte representa as localidades num raio de 48 km ao redor de Lake Placid.

## Demografia
Segundo o censo nacional de 2010, a sua população é de 2 223 habitantes e sua densidade populacional é de 250,2 hab/km². É a localidade menos populosa do condado de Highlands, e a que, em 10 anos, teve o maior crescimento populacional do condado. Possui 1 040 residências, que resulta em uma densidade de 117,1 residências/km².

## Geminações
- Lake Placid, Nova Iorque, Estados Unidos [5]